# Boto (Semanding)
Boto is een bestuurslaag in het regentschap Tuban van de provincie Oost-Java, Indonesië. Boto telt 1824 inwoners (volkstelling 2010).